# Chapelle Sainte-Vérone de Leefdael
Cette chapelle Sainte-Vérone (en néerlandais : Sint-Veronakapel) est une chapelle préromane et romane située à Leefdael, section de la commune belge de Bertem, en province du Brabant flamand.

## Historique
La chapelle Sainte-Vérone est à l'origine une chapelle préromane bâtie au XIe siècle ; elle a ensuite été profondément modifiée à l'époque romane, du XIe au XIIIe siècle.
Elle est classée comme monument historique depuis le 25 mars 1938 et figure à l'inventaire du patrimoine immobilier de la Région flamande sous la référence 41512.

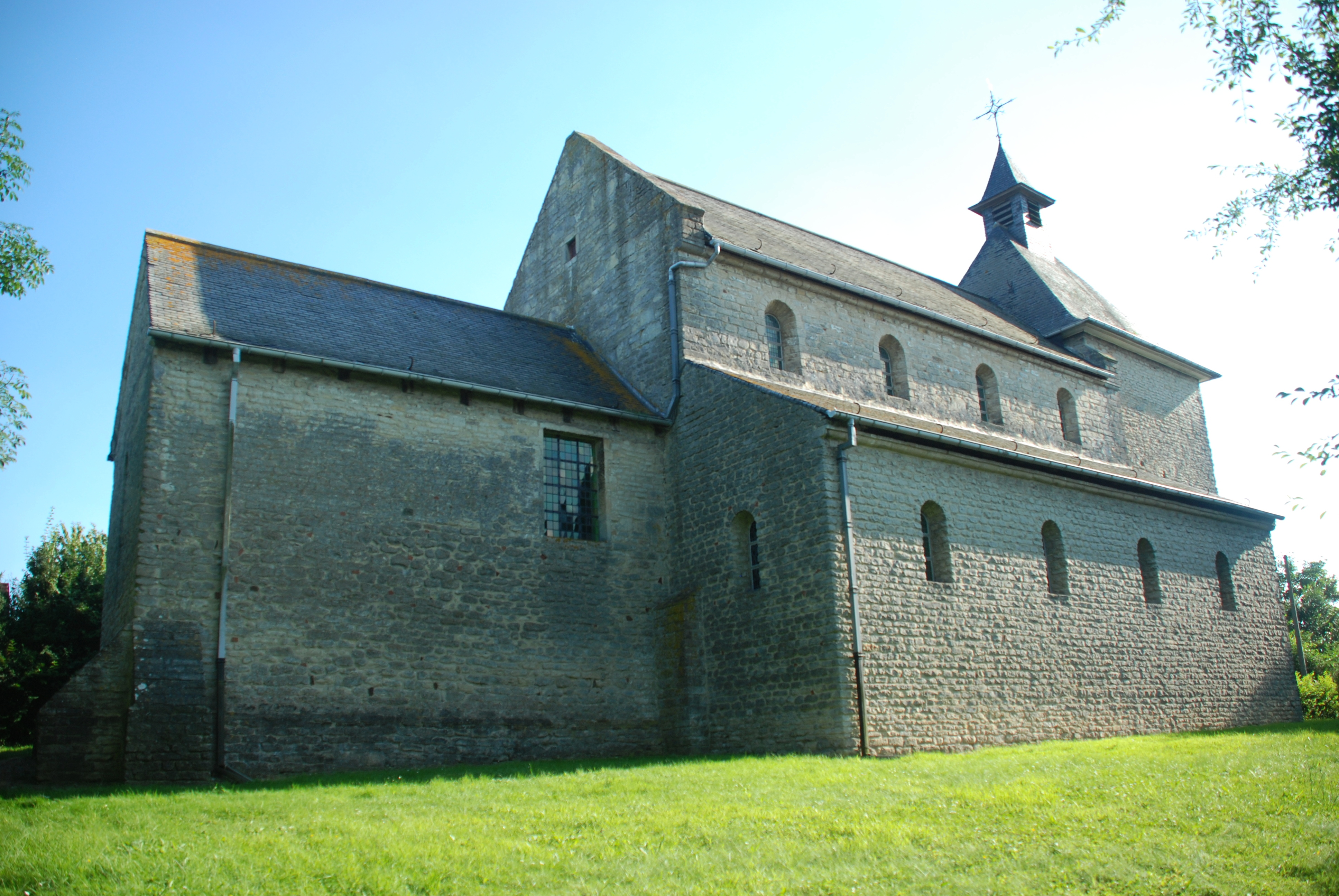
La chapelle et son chevet rectangulaire.

## Architecture

### La tour
À l'ouest, la chapelle Sainte-Vérone présente une forte tour carrée édifiée en moellon et couverte d'ardoises comme le reste de l'édifice.
Cette tour, dépourvue de baies campanaires, est percée de meurtrières sur chaque face.
Sa façade ouest est percée d'un portail surmonté d'un arc en anse de panier composé de moellons posés sur champ. Au-dessus de cet arc, la maçonnerie est percée d'une petite meurtrière précédée d'une étrange ancre de façade en forme de moustache.
La tour est surmontée d'une toiture pyramidale en ardoises sommée d'un petit clocheton carré percé d'abat-sons et surmonté d'une minuscule flèche en ardoises portant une croix en fer forgé et une girouette.

### La nef et les collatéraux
La nef, presque aussi haute que la tour occidentale, est édifiée elle aussi en moellons.
La nef est percée de quatre baies cintrées sur chaque façade et est flanquée de collatéraux nettement plus bas, percés eux aussi de baies cintrées.

### Le chevet
Enfin, à l'est, la chapelle se termine par un chevet rectangulaire percé d'une fenêtre axiale cintrée et de fenêtres latérales rectangulaires.
Ce chevet est soutenu par de courts mais puissants contreforts.

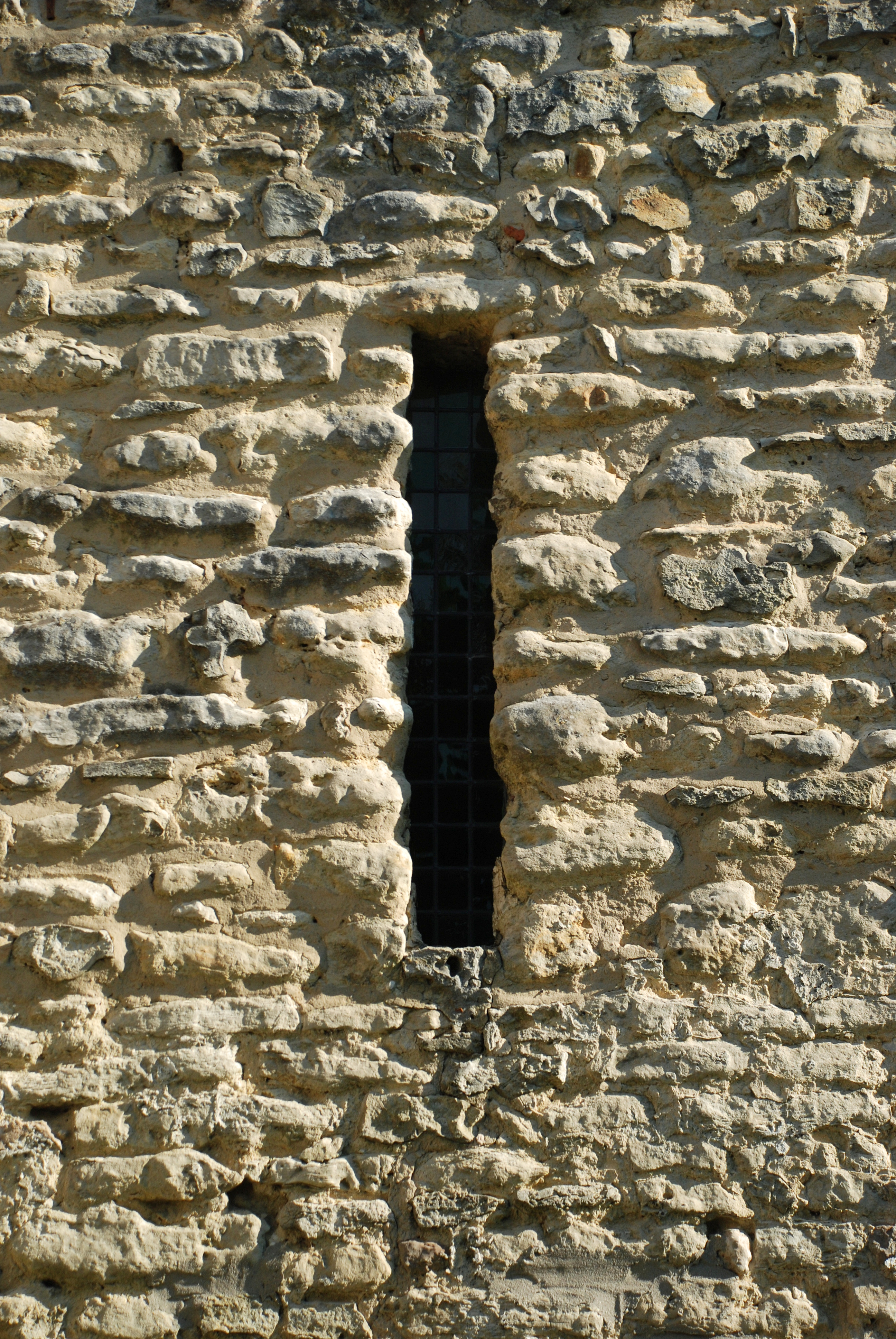
Meurtrière de la face sud de la tour.
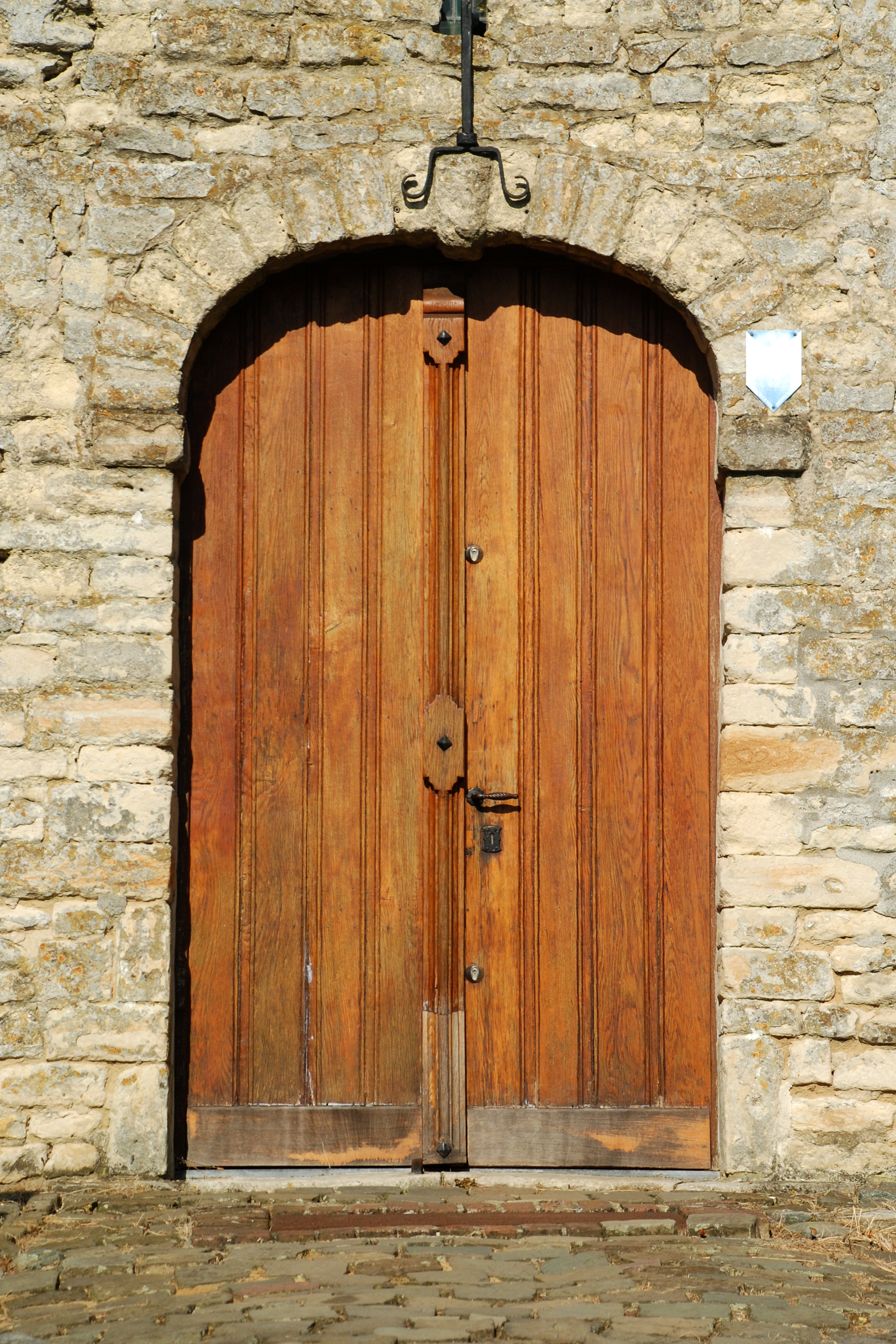
Le portail.
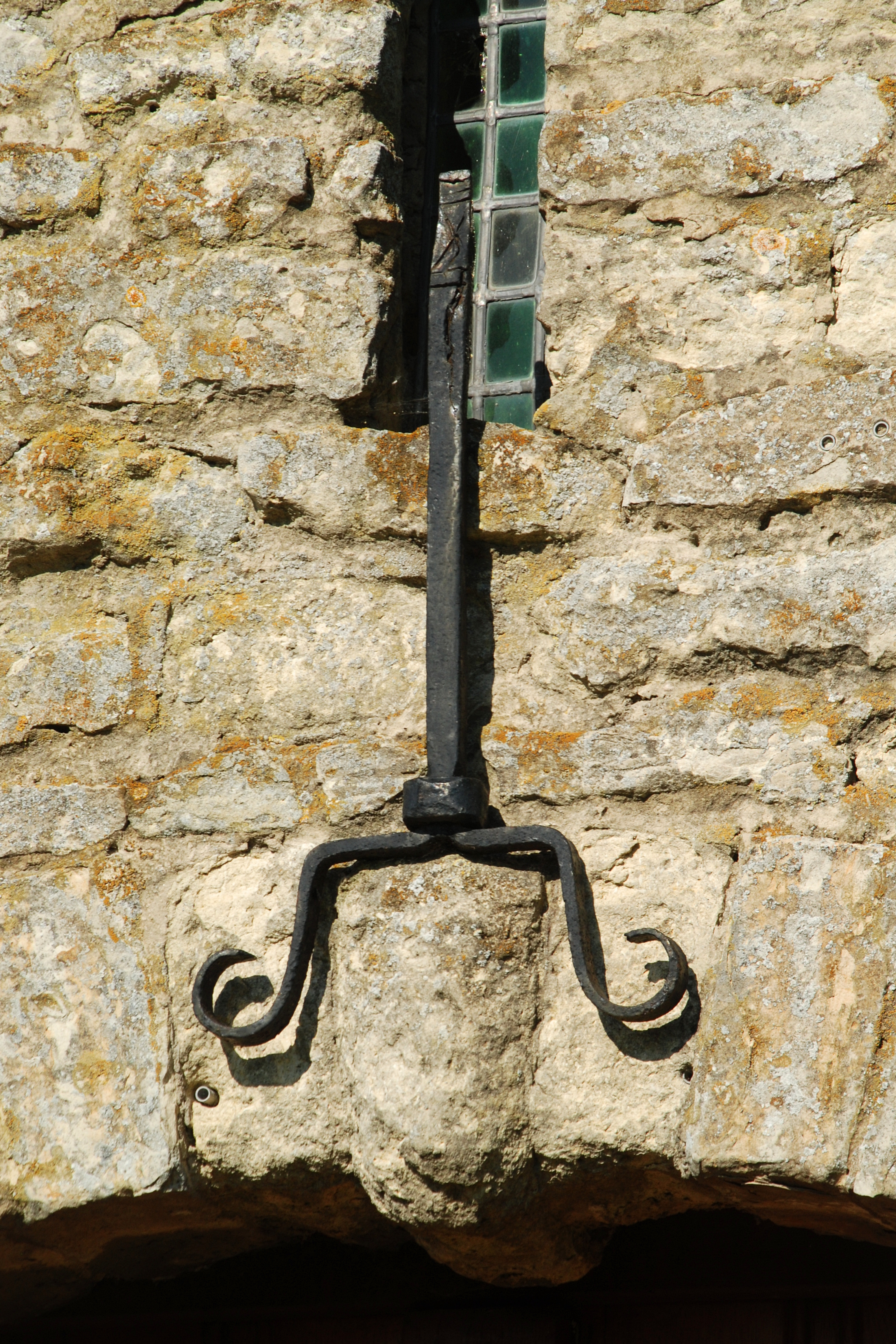
Ancre de façade surmontant le portail.